# Луцій Сеній
Лу́цій Се́ній (лат. Lucius Saenius; I століття до н. е.) — політичний, державний та військовий діяч часів пізньої Римської республіки, консул-суффект 30 року до н. е.

## Біографія
Походив з роду Сеніїв. Його батьком був сенатор Луцій Сеній, який не обіймав курульних магістратів.
Був прихильником Октавіана Августа, який призначив його у 30 році до н. е. консулом-суффектом разом із собою. Створив закон Lex Saenia, згідно з яким Октавіан отримав право надавати окремим плебейським сім'ям статус патриціанських. Він також втрутився в захист Юнії Секунди, дружини Марка Емілія Лепіда, яку звинуватив Гай Цільній Меценат у тому, що вона був залучена у змову проти Октавіана, яку очолив її син Марк Емілій Лепід Молодший.
З того часу про подальшу долю Луція Сенія згадок немає.